# بل-ایبنی
بل-ایبنی (Bel-ibni)، از پادشاهان سلسله دهم بابل که از ۷۰۳ تا ۷۰۰ قبل از میلاد به دست نشاندگی از سوی سناخریب، پادشاه آشور بر بابل حکومت کرد. وی یکی از اشراف و نجبای جوان بابل بود که از سوی سناخریب به حکمرانی بابل تعیین شد، در واقع سناخریب ترجیح می‌داد که یکی از بزرگان بابلی را برای سلطنت آن کشور تعیین کند، نه یک آشوری دست نشانده را، تا از این طریق به طور ضمنی قلوب بابلیان را تا حدودی بتواند با خودش همراه کند، مخصوصاً که بل-ایبنی در دربار آشور بزرگ شده بود و تربیت و منش آشوری داشت، اما پس از سه سال دریافت که وی گزینه مناسبی برای پادشاهی بابل نبوده است، در واقع او هم مانند سایر بابلیان نسبت به پادشاه آشور بی وفا بود، به همین جهت آشوریها او را به عنوان اسیر گرفتند و تبعیدش کردند. سناخریب که تلاش می‌کرد مسئله شورش بابل را به نحوی حل کند، پسرش آشور-نادین-شومی را به حکومت آنجا تعیین کرد.